# Góry Gegamskie
Góry Gegamskie (orm. Գեղամա լեռնաշղթա – Geghama lernaszcta) – pasmo górskie pochodzenia wulkanicznego, wypiętrzone w kredzie, położone w osi północ-południe między zachodnim brzegiem jeziora Sewan a Równiną Araratu. Średnia wysokość 2500 m n.p.m., najwyższy szczyt Ażdahak – 3597 m n.p.m. Kilka nieczynnych wulkanów. Miejsce występowania obsydianu i perlitu. Miejsce odnalezienia najstarszych inskrypcji neolitycznych na terenie Armenii.

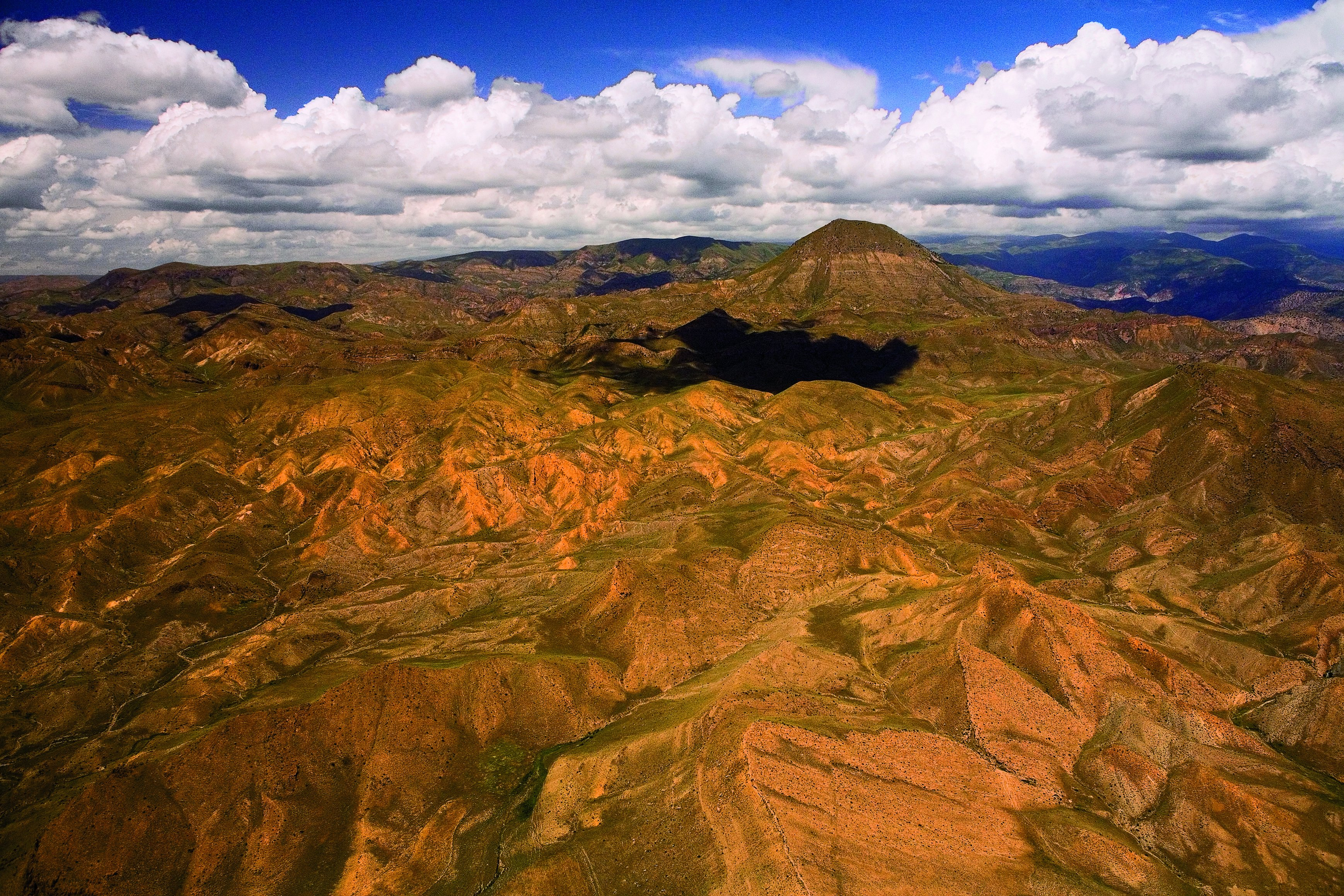
Wulkaniczny krajobraz Gór Gegamskich

W Górach Gegamskich zaczynają bieg rzeki Azat, Wedi (dopływy Araksu) oraz Gawaraget, Argiczi, Bachtak, Szochwak, Cakkar, Liczk, które wpadają do jeziora Sewan.